# Уден (Па-де-Кале)
Уден (фр. Houdain) — коммуна во Франции, регион О-де-Франс, департамент Па-де-Кале, округ Бетюн, кантон Брюэ-ла-Бюисьер. Город расположен в 11 км к юго-западу от Бетюна и в 25 км к северо-западу от Арраса, в 9 км от автомагистрали А26 «Англия». На территории коммуны сливаются две небольшие речки — Лав и Бланш.
Население (2018) — 7 178 человек.

## Достопримечательности
- Церковь Святого Иоанна Крестителя XIII—XV веков

## Экономика
Как и в большинстве шахтёрских городов региона, после закрытия угольных шахт в 60-х годах в Удене достаточно высокий уровень безработицы и численность населения снижается.
Структура занятости населения:
- сельское хозяйство — 3,7 %
- промышленность — 11,1 %
- строительство — 5,7 %
- торговля, транспорт и сфера услуг — 32,3 %
- государственные и муниципальные службы — 47,2 %

Уровень безработицы (2017) — 19,6 % (Франция в целом — 13,4 %, департамент Па-де-Кале — 17,2 %). 

Среднегодовой доход на 1 человека, евро (2017) — 16 890 (Франция в целом — 21 110, департамент Па-де-Кале — 18 610).

## Население
| Год  | Численность | Численность |
| ---- | ----------- | ----------- |
| 2013 | 7473        |             |
| 2015 | 7364        | [ 5 ]       |
| 2016 | 7403        | [ 6 ]       |
| 2017 | 7246        | [ 7 ]       |
| 2018 | 7178        | [ 8 ]       |
| 2019 | 7110        | [ 9 ]       |
| 2020 | 7066        | [ 10 ]      |
| 2021 | 7030        | [ 11 ]      |
| 2022 | 6990        | [ 3 ]       |

## Администрация
Пост мэра Удена с 2014 года занимает член Социалистической партии Изабель Леван-Рюкбюш (Isabelle Levent-Ruckebusch), член Совета департамента Па-де-Кале от кантона Брюэ-ла-Бюисьер. На муниципальных выборах 2020 года возглавляемый ею левый список победил во 2-м туре, получив 44,46 % голосов (из трёх списков).
| Период | Период | Фамилия              | Партия                  | Примечания                                                                      |
| ------ | ------ | -------------------- | ----------------------- | ------------------------------------------------------------------------------- |
| 1975   | 1997   | Виктор Флёре         | Коммунистическая партия |                                                                                 |
| 1997   | 2010   | Даниэль Деваль       | Коммунистическая партия | член Регионального совета Нор-Па-де-Кале, член Генерального совета департамента |
| 2010   | 2014   | Марк Копачик         | Коммунистическая партия | железнодорожник, профсоюзный активист                                           |
| 2014   |        | Изабель Леван-Рюкбюш | Социалистическая партия | член Совета департамента                                                        |

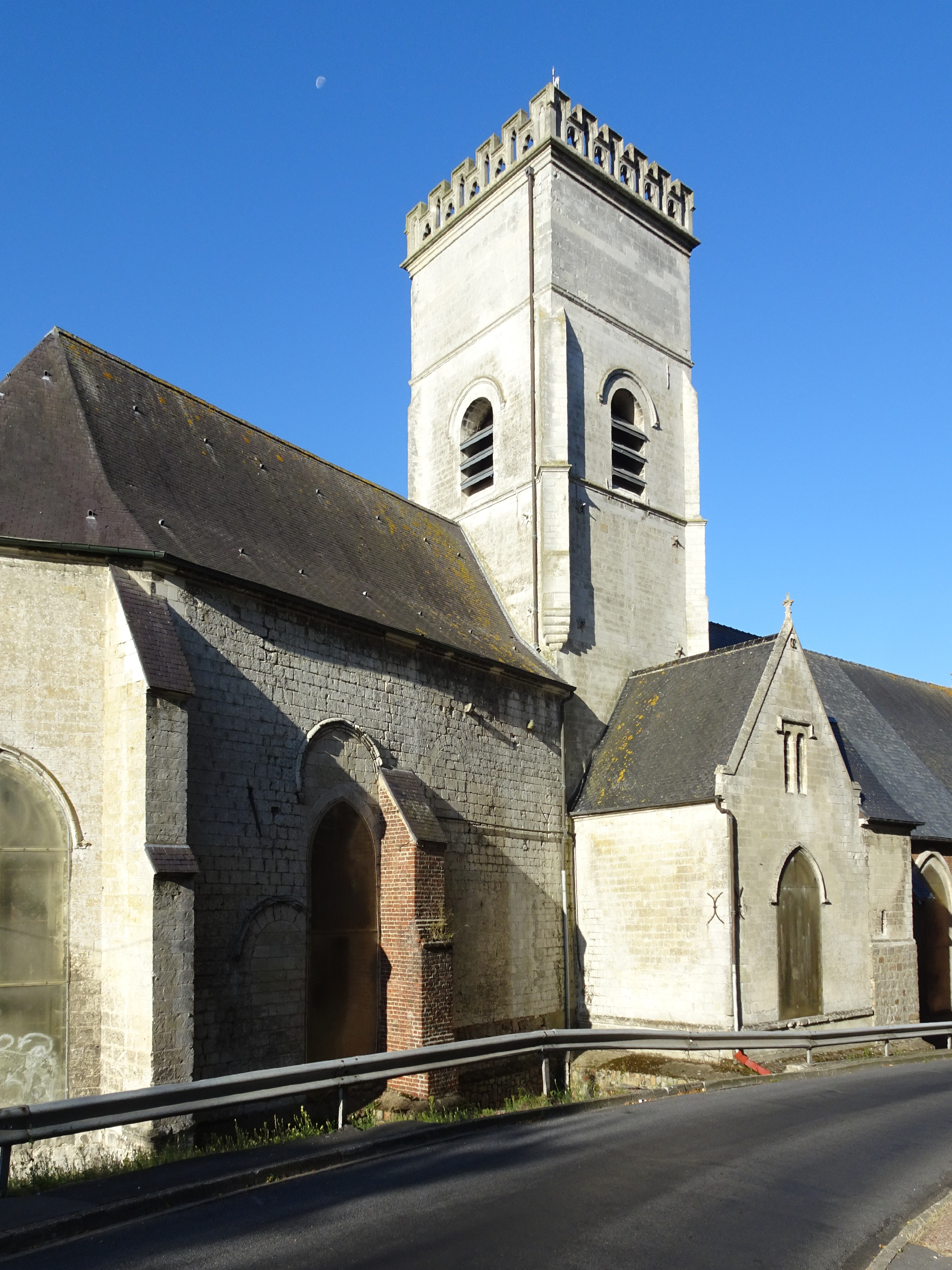
Церковь Святого Иоанна Крестителя